# Šmatevž
Šmatevž je manjša vas v občini Braslovče v Spodnji Savinjski dolini na Spodnjem Štajerskem.

## Izvor imena
Vas je ime dobila po zavetniku lokalne cerkvice svetem Matevžu. Ime je bilo spremenjeno leta 1955 v Šmatevž. Sprememba je bila izvedena na podlagi posebnega zakona o imenih naselij, določitvi trgov in ulic ter zgradb kot del naporov slovenske povojne oblasti, da bi odstranila verske elemente iz toponimov.

## Cerkev
Lokalna cerkev, po kateri se imenuje naselje, je posvečena svetemu Mateju (Matevžu) in je podružnična cerkev župnije Gomilsko. Prvotno je bila to gotska grajska kapela, ki jo je občasno oskrboval duhovnik iz Braslovč. Pozidati so jo dali Celjski grofje, lastniki bližnjega predhodnika sedanjega dvorca Štrovsenek, pred 15. stoletjem. Freska na severni steni cerkve je namreč iz let okoli 1420 do 1440. V drugi polovici 16. stoletja je bil zgrajen nov zvonik in dograjena zakristija, sama cerkev pa nekajkrat prezidana vsaj v 17. in 19. stoletju.